# Лорийская нейтральная зона
Лорийская (нейтральная) зона или Британская зона в Лори  — спорная буферная территория, располагавшаяся между Республикой Армения и Грузинской Демократической Республикой. Была создана в январе 1919 года по итогам Армяно-грузинской войны при британском посредничестве. Большинство населения лорийской зоны составляли армяне. Административно подчинялась британскому генерал-губернатору.  
Во время турецкого наступления в ноябре 1920 года лорийская зона занята грузинскими силами по договору с правительством Армении и в упреждение турецкой оккупации. Грузинские войска, однако, на этом не остановились и, продолжили движение на юг, захватив территории, на который Тифлис претендовал со дня провозглашения независимости. По результатам спешно проведённого «плебисцита» Грузия присоединила эту территорию.
12 февраля 1921 года в Лори и Ахалкалакском районе прокоммунистические силы подняли восстание. Воспользовавшись этим, подразделения Красной Армии вступили в Грузию. После советизации Грузии лорийская зона сначала оставалась в составе Грузии (сохраняя тем самым какие-то основания для исторического мифа о «внутригрузинском восстании февраля 1921 года»), позже была включена в состав Советской Армении по этническому критерию.